# Ільїчево (Гур'євський міський округ)
Ільїчево (рос. Ильичёво) — селище Гур'євського міського округу, Калінінградської області Росії. Входить до складу Храбровського сільського поселення.
Населення — 18 осіб (2015 рік).

## Населення
1. Н/Д[2]